# Herăstrăuparken

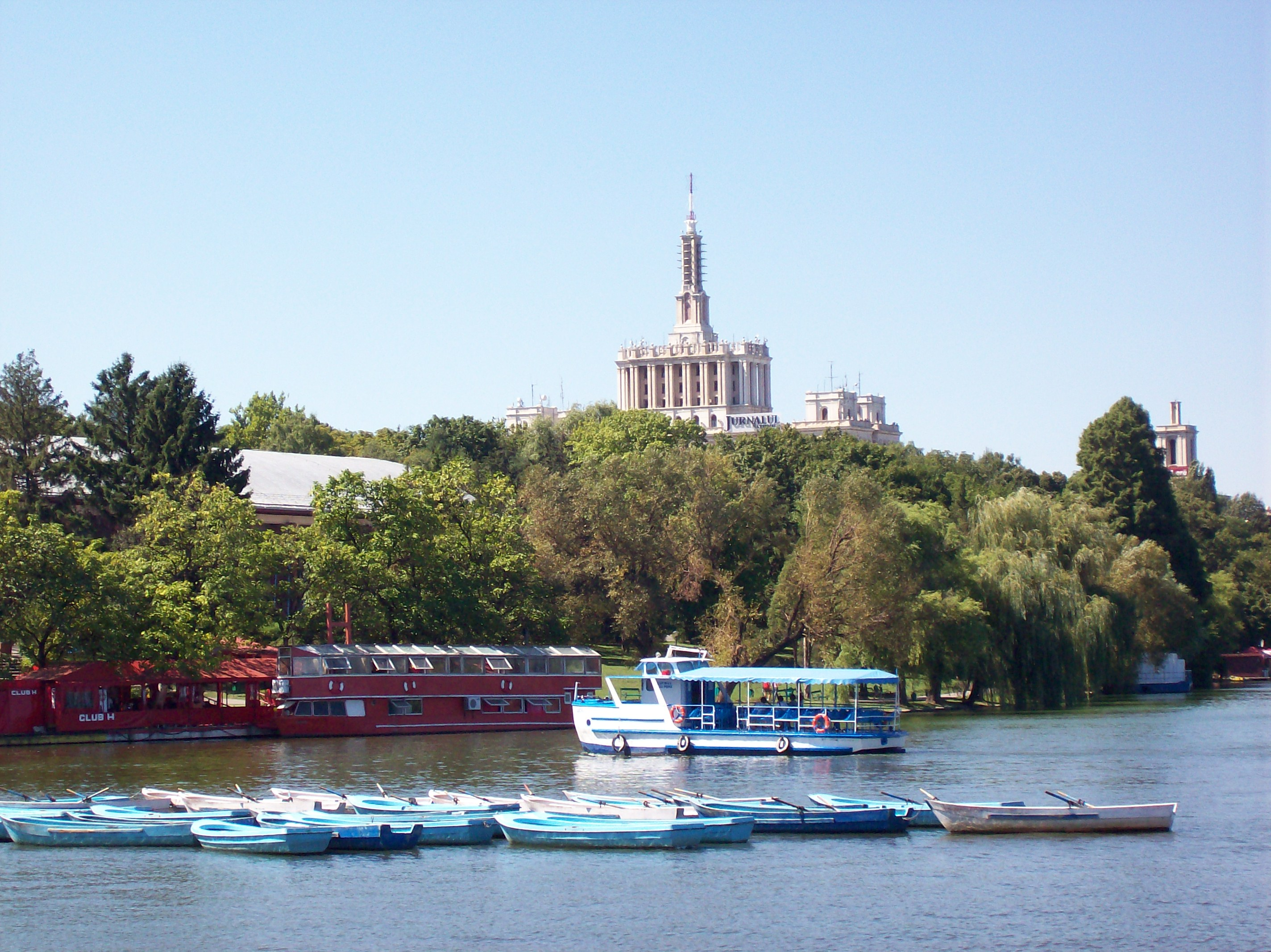
Herăstrăuparken med Casa Presei Libere (Fria pressens hus) i bakgrunden

Herăstrăuparken (rumänska: Parcul Herăstrău) är en park vid Herăstrăusjön i norra delen av Bukarest i Rumänien. Parken är 1,1 km² stor och varav 0,7 km² består av sjön. Området bestod ursprungligen av träskmark, med dränerades mellan 1930 och 1935 innan parken invigdes 1936. Parken utformades av landskapsarkitekterna Eduard Pinard och Friedrich Rebhun. Den hette ursprungligen Nationalparken (Parcul Național), vilket ändrades till Carol II-parken och senare Stalinparken innan det nuvarande namnet antogs 1956. Den består idag av två delar, friluftsmuseet Muzeul Satului (Bymuseet) och den offentliga parken.
Sedan 2004 är Herăstrăuparken klassat som naturminne av Rumäniens regering.